# کوتووو
کوتووو (به لهستانی:  Kotłów) یک روستا در لهستان است که در گمینا میکستات واقع شده‌است.